# Anatolij Iwanow (pisarz)
Anatolij Stiepanowicz Iwanow (ros. Анатолий Степанович Иванов, ur. 5 maja 1928 w Szemonaisze, zm. 31 maja 1999 w Moskwie) – radziecki pisarz i dziennikarz.

## Życiorys
Urodził się w rodzinie chłopskiej. Wcześnie stracił ojca. Od 1948 pracował jako dziennikarz w lokalnej gazecie w Semipałatyńsku, w 1950 ukończył studia na Wydziale Dziennikarstwa Kazachskiego Uniwersytetu Państwowego im. Kirowa, później został redaktorem rejonowej gazecie w obwodzie nowosybirskim, następnie redaktorem wydawnictwa książkowego w Nowosybirsku. W latach 1951–1953 odbywał służbę wojskową w obwodzie amurskim, po demobilizacji w stopniu młodszego porucznika pracował w Nowosybirsku i we wsi Moszkowo, dokąd skierowano go do pracy dziennikarskiej. W 1956 opublikował swój pierwszy zbiór opowiadań, Ałkiny piesni. Później napisał powieści Powitiel (1958), Tieni isczezajut w połdień (1963) i dwutomową Wiecznyj Zow (t. 1 1970, t. 2 1976); ukazywały one konflikty społeczne i psychologiczne istniejące na syberyjskiej wsi. Jego twórczość charakteryzowała wyrazistość szkiców psychologicznych, prosty i nieskomplikowany język. Pod koniec lat 60. przeniósł się z Nowosybirska do Moskwy, gdzie został zastępcą redaktora naczelnego, a w 1972 redaktorem naczelnym pisma "Mołodaja Gwardija". Od 1958 był członkiem Związku Pisarzy ZSRR. Był deputowanym do Rady Najwyższej ZSRR 11 kadencji. Został pochowany na Cmentarzu Nowodziewiczym.

## Odznaczenia i nagrody
- Medal Sierp i Młot Bohatera Pracy Socjalistycznej (16 listopada 1984)
- Order Lenina
- Order Rewolucji Październikowej (6 maja 1978)
- Order Czerwonego Sztandaru Pracy (dwukrotnie, 2 lipca 1971 i 6 maja 1988)
- Order Cyryla i Metodego I klasy (Ludowa Republika Bułgarii)

I medale.